# Merzig-Wadern
Merzig-Wadern é um distrito (kreis ou landkreis) da Alemanha localizado no estado do Sarre.

## História
| O distrito foi criado em 1816 quando a região tornou-se propriedade da Prússia. Após a Primeira Guerra Mundial, o território da Bacia do Sarre ficou sob o governo especial da Liga das Nações, o que acabou dividindo o distrito em dois. A região ao redor de Wadern permaneceu prussiana, enquanto a região de Merzig tornou-se parte do território da Bacia do Sarre. Em 1935, o território da Bacia do Sarre foi reanexado à Alemanha, entretanto, só após a Segunda Guerra Mundial, em 1946, as duas partes do distrito foram reunidas. |

## Cidades e Municípios
| - Cidades: 1. Merzig 2. Wadern | - Municípios: 1. Beckingen 2. Losheim am See 3. Mettlach 4. Perl 5. Weiskirchen |